# 멜러니 슐랭어
멜러니 러네이 슐랭어(영어: Melanie Renee Schlanger, 1986년 8월 31일 ~ )는 오스트레일리아의 수영 선수이다. 결혼 후 이름인 멜러니 라이트(Melanie Wright)로도 알려져 있다. 2008년 베이징 올림픽, 2012년 런던 올림픽에서 금메달을 땄다.

## 수영 경력
그녀는 2007년 세계 선수권 대회에서 오스트레일리아 400m 자유형 계주 팀의 일원으로서 금메달을 획득했다.
그녀는 2008년 하계 올림픽때 수영 400m 자유형 계주 예선과 결승에서 3위를 했다. 오스트레일리아 대표팀이 결승에서 동메달을 주장하기 전에 예선에서 6위를 했다. 그녀는 800m 지유형 계주 종목에 참가했고 결승전에서 우승할 때 금메달을 가져갔다.
슐랭어는 2012년 런던 하계 올림픽에서 오스트레일리아 수영 대표팀의 유일한 금메달을 따기위해 400m 자유형 계주 팀에 정박했다.

## 같이 보기
- 올림픽 수영 여자 메달리스트 목록
- 수영 계영 400m 세계 기록 추이